# Cikloheksanon
Cikloheksanon (tudi cikloheksilketon; anon; hitrol-O; sexton; heksanon; ketoheksametilen; nadon; pimelinketon) je organska spojina s kemijsko formulo (CH2)5CO. Molekula je sestavljena iz šestih ogljikovih molekul s keton funkcionalno skupino. To je brezbarvno olje, katerega vonj spominja pepermint bonbone ali na aceton. S časoma vzorec prevzame rumena barva zaradi oksidacije. Cikloheksanon je rahlo topen v vodi (5-10 g/100 ml), vendar se meša s skupnimi organskimi topili. Letno so proizvedene miljarde, predvsem kot predhodnik najlona.
Hlapi, ki se tvorijo pri segrevanju ali gorenju, povzročajo draženje dihalnih organov in oči.
Snov ima vrelišče pri 156 °C	in tališče pri -26 °C.	

## Toksikološki podatki
Oralno (LD50)
- akutno: 1535 mg/kg (podgana)

Dermalno (LD50)
- akutno: 948 mg/kg (kunec)

Hlapi (LC50)
- akutno: 8000 mg/L 4 ur (kunec)